# Síndrome de Rasmussen
A Síndrome de Rasmussen, também conhecida como Encefalites Focais Crônicas (CFE) ou Encefalite de Rasmussen, é uma desordem neurológica rara e progressiva, caracterizada por ataques epiléticos freqüentes e severos, perda de habilidades motoras e da fala, hemiparesia (paralisia em um lado do corpo), encefalites (inflamação do cérebro), demência, e deterioração mental. Esta desordem, que afeta um único hemisfério cerebral, geralmente acontece em crianças com menos de 10 anos de idade. Representa uma doença rara que consiste numa reacção inflamatória dos tecidos cerebrais, de modo crônico e lentamente progressivo, cuja etiologia é desconhecida.

## Etiologia
A encefalite ou síndrome de Rasmussen foi descrita por Theodore Rasmussen em 1958, tendo um menino de 7 anos de idade como paciente e apresentando epilepsia focal associada com encefalite crônica, acompanhada de hemiparesia progressiva e deterioração intelectual. Quando esta patologia acomete crianças, 85% dos casos afeta  menores de 10 anos, entretanto hoje se sabe que pode acometer adolescente e adulto e que estes casos representam 10% do total. Sua etiologia ainda permanece desconhecida. Alguns estudos relatam o citomegalovírus ou o herpes vírus simples como possíveis agentes. Apresenta-se como encefalite crônica com nódulos microgliais, neuronofagia, diminuição neuronal e gliose, infiltrado linfocítico perivascular e infiltrado inflamatório leptomeníngeo. A aparência morfológica tem sugerido o envolvimento de patógeno viral.
Mecanismos autoimunes, mais notadamente via anticorpos GluR3, têm sido colocados como fator determinante da síndrome de Rasmussen. A teoria proposta por Yacubian é a formação de anticorpos GluR3 como consequência de disgenesia cortical, que poderia causar lesão da barreira hemato-encefálica.
C. G. Bien cita em seu trabalho que estudos imunohistoquimicos adicionais no cérebro de pacientes com encefalite de Rasmussen fornecem evidencias de um ataque contra os neurônios provocado pela Granzima B.
Jay, outro especialista, ao analisar 10 pacientes com encefalite/síndrome de Rasmussen, através de técnicas de PCR e hibridização chegaram ao diagnóstico da encefalite, tornando-se promissores estes exames para esclarecimento da etiologia.

## Sintomas
Quando as convulsões não remitem espontaneamente ao tempo que a  hemiplegia e a afasia estão completas, o melhor tratamento para as encefalites de Rasmussen é uma cirurgia para remover ou desconectar a parte afetada do cérebro (Hemisferectomia). Embora podem ser prescritas drogas anti-epilépticas inicialmente, elas normalmente não são efetivas no controle das convulsões. Tratamentos alternativos podem incluir plasmaferese (a remoção e a recolocação de plasma sanguíneo), dieta cetogênica (rica em gorduras, pobre em carboidratos), imunoglobulina intravenosa, esteróides ou Canabidiol.

## Tratamento
Provavelmente devido o fato da etiologia desta doença ser desconhecida não existe consenso entre os diferentes grupos. Aqueles que defendem uma etiologia específica em geral também baseiam sua teoria na resposta ao tratamento que propõem. Quem não defende um tratamento específico propõe o tratamento paliativo que neste caso é cirúrgico.
Já na definição da doença é incluída a característica de que as convulsões são intratáveis com as drogas anticonvulsivantes habitualmente utilizadas, nem sequer com a utilização de uma combinação de várias delas consegue-se um controle satisfatório dos episódios convulsivos.
O tratamento cirúrgico é feito através da hemisferectomia, que é a retirada do hemisfério cerebral atingido. Quando mais novo for detectada, maior a chance de recuperação do indivíduo.

## Prognóstico
A prognose para indivíduos com encefalite de Rasmussen varia. Sem tratar, a desordem pode conduzir a déficits neurológicos severos que incluem retardamento mental e paralisia. Em algumas cirurgias, os pacientes tiveram o número de convulsões diminuídas. Porém, a maioria dos pacientes acabam com alguma paralisia e déficits de fala.